# Ernst Bücken
Ernst Bücken, född 2 maj 1884 i Aachen, död 28 juli 1949 i Overath vid Köln, var en tysk musikolog.
Bücken var ursprungligen jurist och blev som musikforskare elev till Adolf Sandberger och Theodor Kroyer. Han skrev bland annat Anton Reichas Leben etc., München als Musikstadt, Der heroische Stil in der Oper och Musikalische Charakterköpfe samt redigerade det stort anlagda verket Handbuch der Musikwissenschaft. Han var professor vid Kölns universitet.